# Ramphotyphlops olivaceus
Ramphotyphlops olivaceus är en ormart som beskrevs av Gray 1845. Ramphotyphlops olivaceus ingår i släktet Ramphotyphlops och familjen maskormar. Inga underarter finns listade i Catalogue of Life.
Denna orm förekommer med flera små populationer i Filippinerna, på Borneo och på Moluckerna. Arten lever i regnskogar, i andra skogar, i trädgårdar och på odlingsmark. Ramphotyphlops olivaceus gräver i lövskiktet och i det översta jordlagret. Honor lägger ägg.
Beståndet hotas troligtvis av skogsröjningar. Populationen är antagligen stor. IUCN listar arten som livskraftig (LC).